# Ludwig Ey (Verleger)
Ludwig Ey (* 30. November 1887 in Hannover; † 31. März 1968 ebenda) war ein deutscher Buchhändler und Verleger und spielte eine bedeutende Rolle im kulturellen Leben der niedersächsischen Landeshauptstadt Hannover.

## Leben
Ludwig Ey entstammt der Familie Ey. Er war der Sohn des Buchhändlers Christian Ludwig Ey (* 17. November 1849 in Clausthal/Harz; † 21. Mai 1926 in Hannover), dem Gründer der am 18. September 1878 in der hannoverschen Georgstraße 37 eröffneten „Buch-, Kunst- und Landkartenhandlung nebst Antiquariat“.
Seine Ausbildung zum Buchhändler sowie erste praktische Erfahrungen tätigte Ludwig Ey in Hamburg, Genf und Berlin sowie – nachdem sein Vater 1907 einen Schlaganfall erlitten hatte – im väterlichen Geschäft, dessen Leitung er 1912 übernahm. Kurz danach vergrößerte er die Buchhandlung durch Übernahme des nebenan gelegenen Ladens und richtete dort eine „Bücherstube“ ein. Der Autor Albrecht Schaeffer lobte dieses „Gastkabinett“, in dem man „Stunden, Tage und Monate versinken“ könne. In der Buchhandlung Ludwig Ey machte 1913 der spätere Bibliothekar und Schriftsteller Werner Kraft siebzehnjährig die Bekanntschaft des damaligen Privatdozenten für Philosophie an der Technischen Hochschule Theodor Lessing, eine Freundschaft, die bis zu Lessings gewaltsamem Tod 1933 bestehen blieb und für den jungen Werner Kraft wichtige Impulse gab.

## Verlag Ludwig Ey
Noch im selben Jahr gründete er den Verlag Ludwig Ey, gliederte ihn der Buchhandlung an und gab zwei frühe Sammlungen der Lyrik von Albrecht Schaeffer, Amata, Wandel der Liebe, noch als Kommissions-Verlag Ey und gedruckt bei Pokrantz  1911, und Kriegslieder (1914) sowie 1913 die Biographie mit erstem Werkverzeichnis zum druckgraphischen Œuvre des Malers James Ensor von Herbert von Garvens-Garvensburg heraus.
Ebenfalls 1912 initiierte Ey, um das Interesse an zeitgenössischer Kunst und Literatur zu fördern, die sogenannte „Dienstag-Gesellschaft“;  bei diesen Vortragsveranstaltungen traten etwa Julius Bab, Albrecht Schaeffer, von Garven-Garvensburg oder Johann Frerking auf. Mitten im Ersten Weltkrieg wurde Ludwig Ey 1916 einer der Mitbegründer des Kunstvereins Kestner-Gesellschaft.
Zu Beginn der Weimarer Republik entwickelte Ey 1918 die Idee zu einer avantgardistisch-dadaistischen Zeitschrift: Ab Anfang 1919 verlegte er Das Hohe Ufer, eine spätexpressionistische Monatsschrift, die von Januar 1919 bis Dezember 1920 erschien. Herausgeber der Zeitschrift war Hans Kaiser. Ey und Kaiser führten damit in die Ideen der utopischen Sozialisten, der Novembergruppe und des AfK ein. Das Hohe Ufer trug maßgeblich zu einer Transformation und Blüte der Kultur in Hannover bei. 1920 verlegte Ludwig Ey die Gedichte von Ludwig Christoph Heinrich Hölty, deren Auswahl und Anordnung Johann Frerking „gesorgte“. Das Werk enthielt 9 Kupferstiche aus der Hand von Daniel Chodowiecki. 1920 erschien auch der Band Florentinische Nächte von Heine bei Ey.

## Club zu Hannover
Nach dem Ende des Zweiten Weltkrieges gehörte Ludwig Ey 1945 zu den Mitbegründern des „Club zu Hannover“, einem „Männerclub nach britischem Vorbild zur Pflege des Gedankenaustausches“. Zum Vorsitzenden des Clubs wurde Ludwig Vierthaler gewählt. Neben Ey und Vierthaler waren unter anderem Georg Beltermann, Gustav Bratke, Wilhelm Hübotter, Carlo Nagel, der Generalvikar Wilhelm Offenstein, Bernhard Sprengel, Wilhelm Stichweh oder Karl Wiechert Mitglied.

## Schriften
- 50 Jahre Buchhandlung Ludwig Ey. Festschrift (zum 18. September 1928). Hannover 1928.[6]